# No P in the OOL
No P in the OOLはカートゥーンネットワークで放映中の海外アニメKND ハチャメチャ大作戦の第1話Cパート。
米国では2001年8月のBig Pick Weekendにて初出。日本初放送は2004年9月4日。
- 原作：Tom Warburton
- ストーリーボード：調査中

## あらすじ
大人たちが子供たちにプールを使わせないようにしているという情報を得たKNDは、さっそくプール奪還に向かう。そこに待っていたのは監視台型のロボットに乗ったウィンクとフィッブだった。

## 詳細
ある子供がプールが使えないと嘆いている電波を傍受したKNDは、さっそく集まって会議を始める。大人が自分たちの水泳時間を拡大しているために、子供が泳げなくなっていたのだ。ナンバー1はそれを阻止する計画を提案しようとするが、ナンバー5が彼を遮って「プールに飛びこんじゃえばいいじゃない」と自分のアイディアを話す。他のメンバーもナンバー5に賛成して出かけて行ったため、焦ったナンバー1は慌てて後を追う。
プールに着いた5人はさっそく飛び込もうとするが、監視台のウィンクとフィッブが電流の流れる金網でそれを妨害する。黒こげになったKNDにウィンクとフィッブはお子様プールを使えと言うが、お子様プールはただの小さなビニールプールだった。このままでは終われないKNDは、次の作戦に出る。
KNDは衛星からキッズカタパルトという大型投擲器を導入。ナンバー2を投げることによってウィンクとフィッブの座る監視台を破壊することに成功する。が、監視台が巨大なロボットに変形したため逆に大ピンチに陥ってしまう。
と何故か今までお菓子を買い出しに行っていたナンバー3が戻ってきた。仲間の分のお菓子とウィンクとフィッブの分のアイスクリームを手渡す。自分の分が無かったことにショックを受けるナンバー1だったが、敵のウィンクとフィッブがお菓子に気を取られている隙に彼らのロボットを乗っ取ることに成功。一発逆転を狙う。
しかしナンバー1はこのロボットの操縦の仕方がよく分からず、ドリルを誤作動させてプールに大きな穴を開けてしまう。結局プールそのものが使えなくなってしまった。

## 主な登場人物
- ナンバー1
- ナンバー2
- ナンバー3
- ナンバー4
- ナンバー5
- ウィンクとフィッブ

## 補足
2001年8月に公開されたKNDのパイロットフィルム。すなわちこの作品が初めてKNDとして世に出たエピソードである。
このエピソードが北米カートゥーンネットワーク主催のBig Pick Weekendにて投票の結果選ばれたため、KNDはシリーズ作品としてレギュラー放送されることとなった。
パイロット版のため線の太さやキャラの描き方が現在のものとは若干異なっている。